# GP La Marseillaise 2001
De 22e editie van de GP La Marseillaise werd gehouden op 6 februari 2001 in Frankrijk. De wielerwedstrijd ging over 151,9 kilometer en werd gewonnen door de Deen Jakob Piil gevolgd door Nicolai Bo Larsen en Florent Brard.

## Uitslag
| GP La Marseillaise 2001 |                     |                       |          |
| Plaats                  | Naam                | Ploeg                 | Tijd     |
| Winnaar                 | Jakob Piil          | CSC-Tiscali           | 3u32'19" |
| 2                       | Nicolai Bo Larsen   | CSC-Tiscali           | z.t.     |
| 3                       | Florent Brard       | Festina               | z.t.     |
| 4                       | Christophe Oriol    | Jean Delatour         | z.t.     |
| 5                       | Patrice Halgand     | Jean Delatour         | +2'39"   |
| 6                       | Aleksandr Botsjarov | AG2R Prévoyance       | z.t.     |
| 7                       | Peter Farazijn      | Cofidis               | +2'43"   |
| 8                       | Sébastien Demarbaix | AG2R Prévoyance       | +3'19"   |
| 9                       | Jurgen Vermeersch   | Landbouwkrediet       | z.t.     |
| 10                      | Nicolas Fritsch     | La Française des Jeux | z.t.     |

1980 · 1981 · 1982 · 1983 · 1984 · 1985 · 1986 · 1987 · 1988 · 1989 · 1990 · 1991 · 1992 · 1993 · 1994 · 1995 · 1996 · 1997 · 1998 · 1999 · 2000 · 2001 · 2002 · 2003 · 2004 · 2005 · 2006 · 2007 · 2008 · 2009 · 2010 · 2011 · 2012 · 2013 · 2014 · 2015 · 2016 · 2017 · 2018 · 2019 · 2020 · 2021 · 2022 · 2023 · 2024 · 2025